# ويليام ر. روي
ويليام ر. روي (بالإنجليزية: William R. Roy)‏ هو صحفي وطبيب توليد ‏ وطبيب التوليد والنساء وضابط وسياسي أمريكي، ولد في 23 فبراير 1926 في الولايات المتحدة، وتوفي في 26 مايو 2014 في نفس البلد. حزبياً، نشط في الحزب الديمقراطي. وقد انتخب عضو مجلس النواب الأمريكي.